# Morgoth (banda)
Morgoth es una banda alemana de death metal formada en 1987 por Rüdiger Hennecke y Carsten Otterbach (de unos quince años de edad por aquel entonces) en Meschede. El primer nombre de la banda fue Cadaverous Smell («Olor cadavérico»), y su estilo grindcore y noise. Cuando Harry Busse se unió a la banda, cambiaron su nombre a Minas Morgul (por la localización ficticia de ese nombre en El Señor de los Anillos de J. R. R. Tolkien). Finalmente, el nombre de la banda se asentó en Morgoth cuando el cantante y bajista Marc Grewe se incorporó al grupo. Este último nombre también hace referencia a un elemento del legendarium de J. R. R. Tolkien: el apelativo que Fëanor dio al primer señor oscuro, Melkor, cuando éste robó los Silmarils.

## Trayectoria de la banda
En 1988 grabaron la demo titulada Pits of Utumno («Simas de Utumno») en cuatro pistas, que les abrió el camino hacia la firma de un contrato con el sello Century Media, que Robert Kampf acababa de arrancar.
En 1989, Morgoth grabó su segunda demo Resurrection Absurd en un estudio de veinticuatro pistas. Esta demo fue editada el mismo año por Century Media como EP. El grupo se fue en los primeros meses de 1990 de gira por Alemania como teloneros de Pestilence y Autopsy. Justo al terminar la gira grabaron The Eternal Fall, otro EP, mezclado en los estudios Morrisound de Tampa (Florida), uno de los clásicos del género. Este lanzamiento fue rápidamente seguido por una segunda gira, esta vez con Demolition Hammer y Obituary. Los dos EP del grupo fueron reeditados juntos en un único disco compacto para satisfacer los deseos de sus fans, cada vez más abundantes.
Cuando Sebastian Swart se unió a la banda como bajista, Grewe pudo dejar de tocar el bajo y concentrarse en su papel de vocalista. En febrero de 1991 grabaron su primer álbum completo, titulado Cursed, grabado en los estudios Woodhouse y mezclado por Randy Burns en los estudios Music Grinder de Los Ángeles. En este disco la música era aún más oscura y las letras más cuidadas. Para promocionarlo, la banda acompañó a Kreator y Biohazard en una gira por los Estados Unidos; y a Immolation y Massacre por Europa. En esta época la MTV emitió el vídeo musical de su tema «Sold Baptism».
Cuando la mayor parte de los miembros de la banda se mudaron a Dortmund, Morgoth se tomó una pausa para regresar en 1993 con el álbum Odium, en el que se aprecian ciertas influencias de la música industrial. Siguieron más giras, con Paradise Lost, Tankard, Unleashed y Tiamat. Sin embargo, varios de los miembros de la banda empezaron a perder interés en su carrera musical, aventurándose en otras direcciones. Llegaron a grabar un tercer álbum, Feel Sorry for the Fanatic, en el que incorporaron aún más sonido industrial, lo que no acababa de ser apreciado por los viejos fans del sonido death metal de la banda. El lanzamiento del álbum fue seguido por una última gira con Die Krupps y Richthofen.
La banda se disolvió en 1998. Hoy se les valora como una de las bandas más influyentes de la escena alemana del death metal «de la vieja escuela». Grewe y Swart se mudaron a Berlín, y allí arrancaron un nuevo proyecto, llamado Action Jackson, mientras que el resto del grupo abandonó su carrera musical.

## Miembros
Titulares:
- Marc Grewe: Voz y bajo.
- Harry Busse: Guitarra.
- Carsten Otterbach: Guitarra.
- Sebastian Swart: Bajo.
- Rüdiger Hennecke: Batería, teclado.

Y, además:
- Markus Freiwald: Batería (eventual).

## Discografía
- 1988: Pits of Utumno (demo);* 1996: Feel Sorry for the Fanatic;
- 1989: Resurrection Absurd (EP); * 1993: Odium;
- 1990: The Eternal Fall (EP);* 1991: Cursed;
- 2005: 1987-1997: The Best of Morgoth (disco recopilatorio);[2]
- 2015: Ungod.